# Rodrigo Íñiguez
Rodrigo Íñiguez fue el decimoquinto maestre de la Orden de Santiago desde 1237 a 1242. 

## Biografía
Sucedió en el Maestrazgo a Pedro González. Anteriormente había sido comendador de Montánchez y Comendador Mayor de León.
En 1239, siendo ya maestre de la Orden, presidió el capítulo general en el que se acordó conquistar algunas plazas fuertes que aún quedaban en Extremadura bajo dominio musulmán. En dicho capítulo pronunció una arenga en la que infundió un santo celo por la cruzada de recuperación. El ejército compuesto por los Caballeros de la Orden de Santiago y gran número de gente a sueldo partió de Mérida y fue reconquistando los pueblos de Almendralejo, Usagre, Fuente del Maestre, Llerena entre otros y, al no poder tomar el Castillo de Reina por su gran fortaleza, pasaron a Guadalcanal, donde pusieron un sitio que acabó con la rendición y entrega de la villa por el gobernador de Axataf, caudillo de la ciudad de Sevilla, que era este año de 1241 el que más nombre y poder tenía en las fronteras de los cristianos. Entre los Caballeros de Santiago que se hallaron en esta jornada a las órdenes de don Rodrigo Íñiguez, figuraban el comendador don Rodrigo de Valverde; Juan Muñiz de Godoy, comendador de Estremera;  Lope Sánchez de Porras, trece de la Orden; el comendador Hernán Meléndez; Rodrigo Yáñez, comendador de Almoguer; Albar Martínez de Aibar o Ibarra, comendador de Mora, entre otros.
Renunció al Maestrazgo de la Orden por voluntad propia sin que se conozcan los motivos que tuvo para determinar tal resolución y fue sustituido por Pelayo Pérez Correa en 1242.
| Predecesor: Pedro González Mengo | Maestre de la Orden de Santiago 1237 - 1242 | Sucesor: Pelayo Pérez Correa |